# قهرمانی جودو آسیا
قهرمانی جودو آسیا رویدادی در ورزش جودو می‌باشد که توسط اتحادیهٔ جودوی آسیا (JUA) سازماندهی می‌شود.
مسابقات مردان از سال ۱۹۶۶ آغاز شد و تا سال ۱۹۹۱ تقریباً هر چهار سال یک‌بار برگزار می‌شد، و سپس به یک رویداد سالانه تبدیل شد و هر سال برگزار گردید (به غیر از سال‌هایی که بازی‌های آسیایی برگزار می‌شد). اکنون نیز مسابقات هر دو سال یک‌بار برگزار می‌گردد. رقابت‌های زنان برای نخستین بار در سال ۱۹۸۱ برگزار شد و پس از آن، به جز سال‌های ۱۹۸۴ و ۱۹۸۵ مسابقات زنان و مردان به صورت همزمان با هم برگزار می‌شود.

## فهرست مسابقات
| سال  | تاریخ                | رقابت | رقابت | شهر و کشور میزبان         | مکان                                     | # کشورها | # ورزشکاران |
| سال  | تاریخ                | ♂     | ♀     | شهر و کشور میزبان         | مکان                                     | # کشورها | # ورزشکاران |
| ---- | -------------------- | ----- | ----- | ------------------------- | ---------------------------------------- | -------- | ----------- |
| ۱۹۶۶ | ۲۸ و ۲۹ مه           | ●     | -     | مانیل، فیلیپین            | Rizal Memorial Coliseum                  | ۸        | ۲۹          |
| ۱۹۷۰ | ۲۹ تا ۳۱ مه          | ●     | -     | کائوهسیونگ، تایوان        | Kaohsiung Gymnasium                      |          |             |
| ۱۹۷۴ | ۳۰ اکتبر تا ۴ نوامبر | ●     | -     | سئول، کره جنوبی           | Jangchung Arena                          |          |             |
| ۱۹۸۱ | ۱۵ تا ۱۸ ژوئیه       | ●     | ●     | جاکارتا، اندونزی          | Senayan Basketball Hall                  |          | ۱۰          |
| ۱۹۸۴ | ۱ تا ۴ آوریل         | ●     | -     | کویت، کویت                |                                          | ۱۴       |             |
| ۱۹۸۵ | ۲۳ و ۲۴ مارس         | -     | ●     | توکیو، ژاپن               | Kodokan                                  |          |             |
| ۱۹۸۸ | ۱۹ تا ۲۲ ژوئیه       | ●     | ●     | دمشق، سوریه               |                                          |          |             |
| ۱۹۹۱ | ۹ و ۱۰ نوامبر        | ●     | ●     | اوساکا، ژاپن              | Osaka Prefectural Gymnasium              | ۱۷       | ۱۵۷         |
| ۱۹۹۳ | ۱۳ و ۱۴ نوامبر       | ●     | ●     | ماکائو                    | Forum stadium                            | ۱۹       | ۱۸۲         |
| ۱۹۹۵ | ۲۰ تا ۲۲ نوامبر      | ●     | ●     | دهلی نو، هند              | ایندیرا گاندی آرنا                       | ۲۱       |             |
| ۱۹۹۶ | ۹ و ۱۰ نوامبر        | ●     | ●     | هو شی مین، ویتنام         | Phan Dinh Phung Stadium                  |          |             |
| ۱۹۹۷ | ۲۲ و ۲۳ نوامبر       | ●     | ●     | مانیل، فیلیپین            | سالن نینوی آکوئینو                       |          |             |
| ۱۹۹۹ | ۲۵ و ۲۶ ژوئن         | ●     | ●     | ونژو، چین                 |                                          |          |             |
| ۲۰۰۰ | ۲۶ تا ۲۸ مه          | ●     | ●     | اوساکا، ژاپن              | Osaka Municipal Central Gymnasium        | ۲۹       |             |
| ۲۰۰۱ | ۱۴ و ۱۵ آوریل        | ●     | ●     | اولان‌باتور، مغولستان      | National Wrestling Hall                  | ۲۰       | ۱۴۸         |
| ۲۰۰۳ | ۳۱ اکتبر و ۱ نوامبر  | ●     | ●     | ججو، کره جنوبی            | Halla Gymnasium                          |          |             |
| ۲۰۰۴ | ۱۵ و ۱۶ مه           | ●     | ●     | آلماتی، قزاقستان          | Baluan Sholak Palace of Culture و Sports | ۲۲       |             |
| ۲۰۰۵ | ۱۴ و ۱۵ مه           | ●     | ●     | تاشکند، ازبکستان          | Yunusobod Sports Hall                    |          |             |
| ۲۰۰۷ | ۱۷ و ۱۸ مه           | ●     | ●     | کویت، کویت                | Qadsia Sports Hall                       |          |             |
| ۲۰۰۸ | ۲۶ و ۲۷ آوریل        | ●     | ●     | ججو، کره جنوبی            | Halla Gymnasium                          |          |             |
| ۲۰۰۹ | ۲۳ و ۲۴ مه           | ●     | ●     | تایپه، چین تایپه          | Taipei Arena                             |          |             |
| ۲۰۱۱ | ۵ تا ۷ آوریل         | ●     | ●     | ابوظبی، امارات متحده عربی | UAE WJJ Federation Hall                  | ۳۱       | ۲۲۲         |
| ۲۰۱۲ | ۲۷ تا ۲۹ آوریل       | ●     | ●     | تاشکند، ازبکستان          | Uzbekistan Sport Hall                    | ۲۶       | ۱۰۷         |
| ۲۰۱۳ | ۱۹ تا ۲۱ آوریل       | ●     | ●     | بانکوک، تایلند            | Bangkok Youth Centre                     | ۲۸       | ۲۲۰         |
| ۲۰۱۵ | ۱۳ تا ۱۵ مه          | ●     | ●     | کویت، کویت                | Al-Qadsia Indoor Stadium                 | ۳۰       | ۲۰۶         |
| ۲۰۱۶ | ۱۴ تا ۱۶ آوریل       | ●     | ●     | تاشکند، ازبکستان          | Uzbekistan Sport Hall                    | ۳۱       | ۲۳۳         |
| ۲۰۱۷ | ۲۶ تا ۲۸ مه          | ●     | ●     | هنگ کنگ، چین              | Hong Kong Velodrome                      | ۲۹       | ۲۴۴         |
| ۲۰۱۹ | ۲۰ تا ۲۳ آوریل       | ●     | ●     | فجیره، امارات متحده عربی  | Fujairah Centre                          | ۴۰       | ۲۷۳         |
| ۲۰۲۰ | لغو شد               | ●     | ●     | اولان‌باتور، مغولستان      | –                                        | –        | –           |
| ۲۰۲۱ | ۶–۹ آوریل            | ●     | ●     | بیشکک، قرقیزستان          | Sport Venue Gazprom                      |          |             |

## جودو تیمی قهرمانی آسیا
| سال  | مکان                      | مردان     | مردان    | مردان                | زنان | زنان      | زنان                 |
| ---- | ------------------------- | --------- | -------- | -------------------- | ---- | --------- | -------------------- |
| سال  | مکان                      | طلا       | نقره     | برنز                 | طلا  | نقره      | برنز                 |
| ۲۰۱۱ | ابوظبی، امارات متحده عربی | کره جنوبی | ژاپن     | قزاقستان · ازبکستان  | ژاپن | مغولستان  | کره جنوبی · چین      |
| ۲۰۱۲ | تاشکند، ازبکستان          | کره جنوبی | ژاپن     | قزاقستان · ازبکستان  | ژاپن | مغولستان  | کره جنوبی · تایوان   |
| ۲۰۱۳ | بانکوک، تایلند            | کره جنوبی | ژاپن     | مغولستان · قزاقستان  | ژاپن | مغولستان  | کره جنوبی · قزاقستان |
| ۲۰۱۵ | کویت، کویت                | ژاپن      | ازبکستان | قزاقستان · کره جنوبی | ژاپن | کره جنوبی | تایوان · مغولستان    |
| ۲۰۱۶ | تاشکند، ازبکستان          | ازبکستان  | مغولستان | ژاپن · قزاقستان      | ژاپن | مغولستان  | چین · قزاقستان       |
| ۲۰۱۷ | هنگ کنگ، هنگ کنگ          | کره جنوبی | مغولستان | ایران · ژاپن         | ژاپن | مغولستان  | تایوان · کره جنوبی   |

| سال  | مکان                     | تیمی مزدوج | تیمی مزدوج | تیمی مزدوج     |
| ---- | ------------------------ | ---------- | ---------- | -------------- |
| سال  | مکان                     | طلا        | نقره       | برنز           |
| ۲۰۱۹ | فجیره، امارات متحده عربی | ژاپن       | کره جنوبی  | مغولستان · چین |

## جدول مدال‌ها
| رتبه            | کشور                    | طلا | نقره | برنز | مجموع |
| --------------- | ----------------------- | --- | ---- | ---- | ----- |
| ۱               | ژاپن (JPN)              | ۱۵۶ | ۸۰   | ۱۰۰  | ۳۳۶   |
| ۲               | کرهٔ جنوبی (KOR)         | ۸۷  | ۸۸   | ۱۱۸  | ۲۹۳   |
| ۳               | چین (CHN)               | ۵۴  | ۳۳   | ۹۲   | ۱۷۹   |
| ۴               | مغولستان (MGL)          | ۲۰  | ۴۱   | ۸۵   | ۱۴۶   |
| ۵               | ازبکستان (UZB)          | ۱۴  | ۱۶   | ۴۶   | ۷۶    |
| ۶               | قزاقستان (KAZ)          | ۱۳  | ۲۲   | ۷۱   | ۱۰۶   |
| ۷               | کرهٔ شمالی (PRK)         | ۱۲  | ۲۰   | ۳۱   | ۶۳    |
| ۸               | ایران (IRI)             | ۱۲  | ۱۴   | ۲۸   | ۵۴    |
| ۹               | تایوان (TPE)            | ۲   | ۳۰   | ۷۱   | ۱۰۳   |
| ۱۰              | هنگ کنگ (HKG)           | ۱   | ۲    | ۷    | ۱۰    |
| ۱۱              | تاجیکستان (TJK)         | ۰   | ۷    | ۸    | ۱۵    |
| ۱۲              | اندونزی (INA)           | ۰   | ۴    | ۱۵   | ۱۹    |
| ۱۳              | هند (IND)               | ۰   | ۴    | ۱۱   | ۱۵    |
| ۱۴              | قرقیزستان (KGZ)         | ۰   | ۳    | ۱۰   | ۱۳    |
| ۱۵              | ترکمنستان (TKM)         | ۰   | ۳    | ۹    | ۱۲    |
| ۱۶              | فیلیپین (PHI)           | ۰   | ۰    | ۱۰   | ۱۰    |
| ۱۶              | کویت (KUW)              | ۰   | ۰    | ۱۰   | ۱۰    |
| ۱۸              | سوریه (SYR)             | ۰   | ۰    | ۴    | ۴     |
| ۱۹              | استرالیا (AUS)          | ۰   | ۰    | ۳    | ۳     |
| ۲۰              | تایلند (THA)            | ۰   | ۰    | ۲    | ۲     |
| ۲۰              | پاکستان (PAK)           | ۰   | ۰    | ۲    | ۲     |
| ۲۲              | امارات متحدهٔ عربی (UAE) | ۰   | ۰    | ۱    | ۱     |
| ۲۲              | برمه (MYA)              | ۰   | ۰    | ۱    | ۱     |
| ۲۲              | بنگلادش (BAN)           | ۰   | ۰    | ۱    | ۱     |
| ۲۲              | سنگاپور (SIN)           | ۰   | ۰    | ۱    | ۱     |
| ۲۲              | لبنان (LIB)             | ۰   | ۰    | ۱    | ۱     |
| ۲۲              | مالزی (MAS)             | ۰   | ۰    | ۱    | ۱     |
| ۲۲              | ویتنام (VIE)            | ۰   | ۰    | ۱    | ۱     |
| مجموع (۲۸ کشور) | مجموع (۲۸ کشور)         | ۳۷۱ | ۳۶۷  | ۷۴۰  | ۱۴۷۸  |